# 曲茎虎耳草
曲茎虎耳草（学名：Saxifraga flexilis）为虎耳草科虎耳草属下的一个种。

## 扩展阅读
- 維基物種上的相關：曲茎虎耳草